# Навобод (імені Мір Саїда Алії Хамадоні район)
Навобо́д (тадж. Навобод) — село у складі Хатлонської області Таджикистану. Входить до складу Мехнатободського джамоату району імені Мір Саїда Алії Хамадоні.
Назва означає нещодавно благоустроєний.
Населення — 1686 осіб (2010; 1739 в 2009).